# Tuberolabium rumphii
Tuberolabium rumphii är en orkidéart som först beskrevs av Johannes Jacobus Smith, och fick sitt nu gällande namn av Jeffrey James Wood. Tuberolabium rumphii ingår i släktet Tuberolabium och familjen orkidéer. Inga underarter finns listade i Catalogue of Life.